# Darkly, Darkly, Venus Aversa
Darkly, Darkly, Venus Aversa es el noveno álbum de estudio de la banda de metal extremo Cradle of Filth. Fue lanzado el 1 de noviembre por Peaceville Records. Inicialmente tenía un título tentativo que fue descartado a último momento llamado All Hallows Eve, probablemente porque la fecha de lanzamiento fue anunciada cerca de Halloween.

## Grabación y producción
Darkly, Darkly, Venus Aversa es un álbum conceptual de la misma línea de su predecesor Godspeed on the Devil's Thunder, esta vez centrado en Lilith la primera esposa de Adán que se fue del jardín del Edén por voluntad propia, para luego convertirse en una bruja, una de las tantas historias que se ha escrito sobre esta mítica mujer, pero en esta ocasión nos topamos con una versión más sucia, oscura y con todo el romanticismo de la literatura gótica. 
Dani Filth reveló a Metal Hammer en septiembre de 2010 que este álbum será una pieza "femenina" de acompañamiento para Godspeed on the Devil's Thunder", que fue un álbum muy masculino, obviamente debido a su protagonista, Gilles de Rais." A diferencia de anteriores álbumes conceptuales como Godspeed on the Devil's Thunder y Cruelty and the Beast, Darkly, Darkly, Venus Aversa contará una historia original. "Se trata de la reaparición de Lilith en la sociedad moderna como una deidad", también dijo: "Hay un poco de Victoriana allí. Esencialmente en el fondo, es una buena historia de horror gótico."Las referencias a la mitología griega y los Caballeros Templarios también estarán, lo que se conoce en la etiqueta como "un tapiz oscuro de horror, locura y sexo retorcido ".
En el desarrollo de la primera etapa del álbum a finales de 2009, Cradle of Filth dio a enterder que su sonido es "espeluznantemente melódico, como Mercyful Fate o un oscuro Iron Maiden". En la entrevista a Metal Hammer también lo compara con King Diamond.
El 20 de agosto de 2010 un free mp3 de la canción "Lilith Immaculate" fue lanzado por la banda como recompensa a las personas que se suscribieron en una lista de correo tras el desarrollo del álbum.
El 29 de septiembre de 2010 Cradle of Filth publicó el primer video oficial de la canción "Forgive Me Father (I Have Sinned)."

## Listado de canciones
| N.º   | Título                              | Duración |  |
| 1.    | «The Cult of Venus Aversa»          | 7:07     |  |
| 2.    | «One Foul Step from the Abyss»      | 4:53     |  |
| 3.    | «The Nun with the Astral Habit»     | 4:55     |  |
| 4.    | «Retreat of the Sacred Heart»       | 3:56     |  |
| 5.    | «The Persecution Song»              | 5:34     |  |
| 6.    | «Deceiving Eyes»                    | 6:45     |  |
| 7.    | «Lilith Immaculate»                 | 6:12     |  |
| 8.    | «The Spawn of Love and War»         | 6:19     |  |
| 9.    | «Harlot on a Pedestal»              | 5:09     |  |
| 10.   | «Forgive Me Father (I Have Sinned)» | 4:33     |  |
| 11.   | «Beyond Eleventh Hour»              | 7:16     |  |
| 62:39 |                                     |          |  |

## Edición Limitada
El 30 de septiembre de 2010, un correo electrónico fue enviado a todas las personas que se habían suscrito a la lista de correo de Cradle of Filth en Peaceville Records informando sobre la edición final para fanes de su álbum Darkly, Darkly, Venus Aversa. La edición de fanes viene empaquetada en una caja de lujo que contiene:
- 2CD - el álbum además de un disco de bonus tracks y demos (incluyendo Adest Rosa Secreta Eros, un track exclusivo que no estará disponible en ninguna otra edición del álbum).
- DVD - el vídeo promocional de Forgive Me Father (I Have Sinned), además de un documental sobre la realización del video
- Un libro de tapa dura de 64 páginas que contiene fotos de la banda, reflexiones y obras de arte.
- Una camiseta exclusiva disponible solamente en esta caja.
- Un holograma de la portada del álbum, listo para enmarcar.
- Cinco copias fotográficas.
- Un certificado oficial de la autenticidad de la banda.

Edición de fan limitada - Bonus disc

| N.º | Título                                         | Duración |  |
| 1.  | «Beast of Extermination»                       | 5:32     |  |
| 2.  | «Truth & Agony»                                | 5:56     |  |
| 3.  | «Adest Rosa Secreta Eros»                      | 7:25     |  |
| 4.  | «Mistress From the Sucking Pit»                | 7:00     |  |
| 5.  | «Behind the Jagged Mountains»                  | 5:44     |  |
| 6.  | «The Cult of Venus Aversa» (Demo Version)      | 6:48     |  |
| 7.  | «The Nun With the Astral Habit» (Demo Version) | 4:58     |  |
| 8.  | «Deceiving Eyes» (Demo Version)                | 6:44     |  |

## Personal
Cradle Of Filth
- Dani Filth - Voz
- Paul Allender - Guitarra
- James McEllroy - Guitarra
- Caroline Caz Campbell - Teclados, Sintetizadores, Piano
- Dave Pybus - Bajo
- Martin "Marthus" Skaroupka - Batería

## Personal adicional
- Lucy Atkins - Voz de acompañamiento
- Andy James - Guitarra solista adicional
- Mark Newby-Robson - Orquestaciones
- Anna Asbach-Cullen, Tim Cutts, Dora Kemp, Phillipa Mann, Ruth McCabe, Craig Miller - Coros

- Datos: Q1930069